# 南禅寺 (山西省)

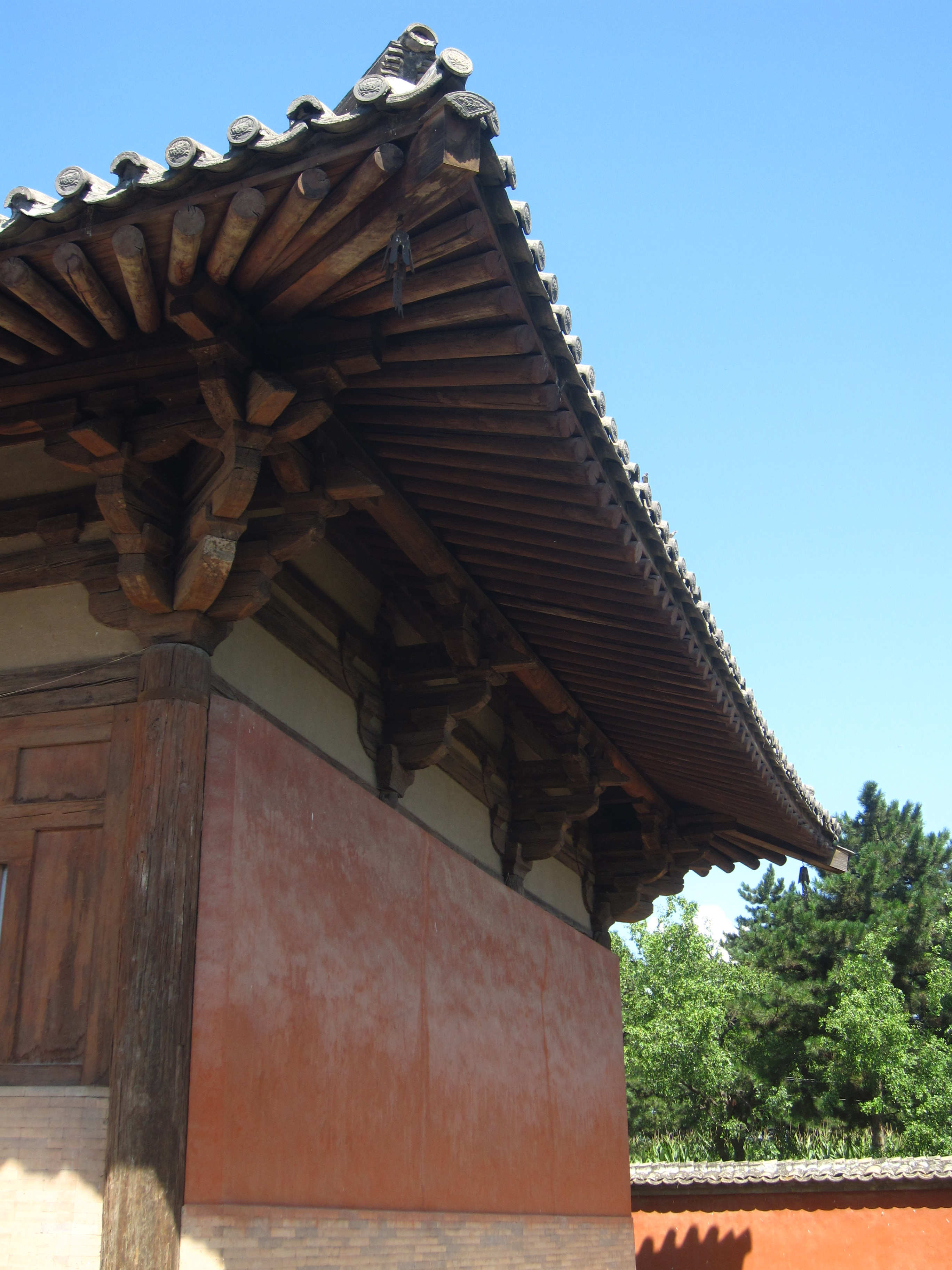
大仏殿の側面

南禅寺（なんぜんじ）は、中華人民共和国山西省忻州市五台県陽白郷李家村の五台山にある仏教寺院。782年（唐建中3年）に建築された大仏殿は中国現存最古の木造建築とされる。
南禅寺のある五台山は古くから霊山として知られ、山全体が2009年に世界遺産に登録された（南禅寺は含まれない）。

## 歴史
唐の時代に創建されたとする。創建年および開基は不明。大仏殿の平梁下端に782年（建中3年）再建の墨書銘があり、中国では現存最古の木造建築とされている。
中国の古い寺院は、840年（開成5年）に唐の武宗が行った会昌の廃仏で壊滅的打撃を受けたが、海抜2800～3000メートルという五台山周辺の寺院は、その厳しい環境のせいか、弾圧を免れ存続に成功した。南禅寺はその中の一つだった。